# Gimcheon Sangmu FC
Gimcheon Sangmu FC, van 2011 tot 2021 Sangju Sangmu Football Club (koreaans: 상주 상무 FC), is een Zuid-Koreaanse professionele voetbalploeg die sinds 2011 in de K-League speelt.
De selectie van Gimcheon Sangmu bestaat uit jonge Zuid-Koreaanse professionele voetballers die hun verplichte militaire dienstplicht van twee jaar vervullen. Vijftien spelers sluiten zich aan bij het begin van elk seizoen aan en brengen twee jaar met de club door voordat ze terugkeren naar hun vorige professionele club. Vanwege de militaire status mag Gimcheon Sangmu geen buitenlandse spelers aantrekken.
FC Anyang
Daegu FC
Daejeon Hana Citizen · 
Gangwon FC · 
Gimcheon Sangmu FC · 
Gwangju FC · 
Jeju SK ·
Jeonbuk Hyundai Motors · 
Pohang Steelers ··
FC Seoul · 
Suwon FC ·
Ulsan HD